# Wolseley 15/50
Wolseley 15/50 – zmodernizowana wersja Wolseleya 4/44 z nową jednostką napędową. 4/44 używał silnika XPA Morrisa i gdy MG zaprzestało produkcji samochodów na podwoziu z serii T, był to jedyny model do którego pasował ten silnik. Aby zracjonalizować produkcję na rynek trafił 15/50 wyposażony w silnik British Motor Corporation serii B. Nowy model dzielił wiele podobieństw z samochodami MG typu Magnette.
W przeciwieństwie do MG ZA i ZB, Wolseley 15/50 wyposażony był w pojedynczy gaźnik SU, co przekładało się na mniejszą moc – ok. 55 KM przy 4400 obrotach na minutę. Odmiennie w stosunku do modelu 4/44 w 15/50 zmiany biegów dokonywało się poprzez zamontowany w podłodze pedał. Od 1956 roku dostępna była także półautomatyczna skrzynia biegów z odśrodkowo położonym sprzęgłem, kontrolowanym mikroprzełącznikiem znajdującym się w pedale, który obsługiwał próżniowy serwomechanizm. Dzięki wbudowanemu mechanizmowi synchronizującemu zmiana biegów była łatwiejsza niż w modelach wyposażonych w mechaniczną skrzynię biegów bez synchronizatora.
Model 15/50 oparty był na nadwoziu samonośnym z niezależnym zawieszeniem sprężynowym na przedzie oraz resorami piórowymi z tyłu. Mechanizm sterujący opierał się na przełożeniu zębatkowo-wałkowym. Samochód posiadał hamulce tarczowe Lockheeda mierzące 230 mm.
15/50 reklamowany był jako auto z wyższej półki, na co wskazywać miało wykończenie – deska rozdzielcza i akcesoria z polerowanego orzecha włoskiego, skórzane siedzenia, ogrzewanie w standardzie oraz tradycyjny grill na chłodnicy z podświetlanym znaczkiem. Przednie siedzenia zostały umieszczone bardzo blisko, aby pomieścić 6 osób, jednak zwykle sprzedawano go jako 4-osobowy. Dźwignia hamulca ręcznego znajdowała się pod kolumną sterowniczą.

## Osiągi
Brytyjski magazyn motoryzacyjny „The Motor” przetestował wersję z półautomatyczną skrzynią biegów w 1957 roku uzyskując maksymalną prędkość 125,4 km/h i przyspieszenie od 0 do 100 km/h w 26,7 s. Średnie zużycie paliwa wyniosło ok. 9,84 l/100 km. Wówczas samochód kosztował 1011 funtów, wliczając w to 338 funtów podatku.
W 1958 roku 15/50 został zastąpiony przez model 15/60.